# فرودگاه هیکاک
فرودگاه هیکاک (به انگلیسی: Haycock Airport) یک فرودگاه همگانی بهره‌برداری هوایی با کد یاتا HAY است که یک باند فرود شن و خاک دارد و طول باند آن ۵۳۳ متر است. این فرودگاه در کشور ایالات متحده آمریکا قرار دارد و در ارتفاع ۵۳ متری از سطح دریا واقع شده‌است.